# Mimus (literair)
De mimus (Grieks mimos) is een Oud-Grieks literair genre, verwant aan de satire, dat zijn oorsprong vond in Sicilië, waar een lokale dichter, Sophron genaamd, schetsen uit het volkse, dagelijkse leven voor het eerst een literaire vorm gaf, in de tweede helft van de 5e eeuw v.Chr. Ook al was de mimos oorspronkelijk niet bedoeld om als toneel opgevoerd te worden, toch leende de dialoogvorm zich tot toneelmatige bewerkingen. De mimen bleven dan ook erg populair, lang nadat de belangstelling voor de klassieke tragedies afgenomen was. Het satirische karakter, het realisme en het feit dat er zonder masker, ook door vrouwen, werd gespeeld, verklaart mogelijk het grote succes.
Niettemin is haast alles van de Griekse mimus verloren gegaan, ware het niet dat bij een papyrusvondst een achttal mimen van een zekere Herondas van Kos (3e eeuw v.Chr.) werden ontdekt.
Via Zuid-Italië (Magna Graecia) kwam het genre ook in het oude Rome terecht, waar vooral het volkse en platvoerse karakter nog geaccentueerd werd. Het onderwerp en de karaktertekening van de traditionele personages (de bedrogen echtgenoot, de medeplichtige meid, de koppelaarster, de ontrouwe echtgenote, ...) werden door de grote massa met enthousiasme begroet, ten nadele van de eigenlijke Attische komedie.